# 116年
| 千纪： | 1千纪                                                                                           |
| 世纪： | 1世纪 \| 2世纪 \| 3世纪                                                                         |
| 年代： | 80年代 \| 90年代 \| 100年代 \| 110年代 \| 120年代 \| 130年代 \| 140年代                         |
| 年份： | 111年 \| 112年 \| 113年 \| 114年 \| 115年 \| 116年 \| 117年 \| 118年 \| 119年 \| 120年 \| 121年 |
| 纪年： | 丙辰年（龙年）；东汉元初三年                                                                    |

## 大事记
- 蒼梧蠻、武陵蠻，先後叛东汉，兵敗俱降。
- 度遼將軍鄧遵率領南匈奴單于，在靈州進攻零昌，斬殺八百餘人。
- 中郎將任尚擊零昌，克北地郡（寧夏吳忠市），殺零昌妻儿。

## 各国领袖

### 非洲
- 库施
  - 国王：Tamelerdeamani（114年－134年）

### 亚洲
- 中国
  - 东汉：
    - 皇帝：汉安帝（106年－125年）
- 朝鲜
  - 百济：
    - 国王：己娄王（77年－128年）

  - 高句丽：
    - 国王：太祖王（53年－146年）

  - 新罗：
    - 国王：祗摩尼师今（112年－134年）

### 欧洲
- 高加索伊比里亚
  - 国王：
    1. 阿姆扎斯普一世（106年－116年）
    2. 法斯曼二世（116年－142年）
- 罗马帝国
  - 皇帝：图拉真（98年－117年）

### 中东
- 奥斯若恩
  - 国王：
    1. Abgar Vii bar Ezad（109年－116年）
    2. 空缺（116年－118年）
- 安息
  - 国王（政权对立）：
    - 沃洛吉斯三世（105年－147年）
    - 奥斯罗埃斯一世（105年－129年）
    - 帕尔塔马斯帕提斯（116年）

## 逝世
- 劉宏 (趙王)，赵孝王劉良曾孙，趙頃王劉商之子，為東漢趙國第四任趙王，諡號靖。去世後由其子劉乾繼位。